# 60분

60분은 1968년 9월 24일 첫방송을 한 미국 CBS의 뉴스 매거진 프로그램이다. 현재도 방송중이다.
1989년 60분의 담당 PD였던 찰스 루이스가 미국 최초의 탐사보도 시민단체 공공청렴센터를 창설했다.

## 같이 보기
- 공공청렴센터